# مجیرالملک کافی
مجیرالملک کافی نام یکی از سه حاکم و فرماندار شهر نیشابور در زمان حمله مغول به نیشابور بود. سلطان محمد خوارزمشاه در مقابل حمله چنگیز خان، به بهانه آنکه لشکر جدیدی را آماده کند، از جبههٔ جنگ به سوی خراسان گریخت و بر طبق خبری، وی در تاریخ ۱۲ صفر ۷۱۷ هجری ۱۸ آوریل ۱۲۲۰ وارد نیشابور شد و یکروز هم در آنجا توقف نکرد و به سمت بغداد روانه شد در نتیجه در حمله مغول شهر و ولایات ماوراءالنهر هر یک به طور جداگانه علیه مغولان جنگیدند. سپهسالاران مغول همچنان به تعقیب او ادامه می‌دادند. پس از مدتی، دسته‌های سربازان تغاجارنویان داماد چنگیزخان برای تصرف ولایات خراسان، عازم این دیار شدند. نیشابور از شهرهایی بود که دفاع جانانه‌ای در برابر حملهٔ مغول از خود نشان داد. در طی محاصرهٔ نخست نیشابور داماد چنگیزخان توسط تیراندازان نیشابوری کشته شد و پس از آن نیروهای مغولی به قصد انتقام شهر را بار دیگر به محاصره گرفتند.
در روز دهم صفر در فصل بهار ۶۱۸ هجری-۱۲۲۱ میلادی بعد از شکست دفاع مردم شهر نیشابور، سربازان تولی‌خان پسر کوچک چنگیزخان در جای جای شهر به جست و جوی مجیرالملک پرداختند و عاقبت او را دستگیر کردند. مجیرالملک چون می‌دانست که مرگ او حتمی است به تمامی سؤالات تولی‌خان مغرورانه پاسخ می‌داد و حتی از سخن‌های تیز و تند و دشنام‌های ناروا نیز ابایی نداشت. تولی‌خان نیز پس از شکنجه‌های سخت، او را به قتل رساند و جسدش را به رودخانه انداخت. به غیر از حاکم شهر تنی چند از بزرگان آن شهر از جمله ضیاءالملک زوزنی و شیخ فریدالدین عطار شاعر و عارف بزرگ نیز در حملهٔ مغول به نیشابور کشته شدند.